# Nicolești, Buzău
Nicolești este un sat în comuna Puiești din județul Buzău, Muntenia, România. Se află în nord-estul județului, lângă Râmnicu Sărat.
La sfârșitul secolului al XIX-lea, satul Nicolești era reședința unei comune de sine stătătoare din plasa Grădiștea a județului Râmnicu Sărat, fiind formată din satele Nicolești și Dăscălești, cu o populație totală de 1428 de locuitori. În comuna Nicolești funcționau o școală de băieți cu 61 de elevi înființată în 1871 și două biserici, ambele fondate de locuitori în 1888. În 1925, comuna avea aceeași componență, era arondată plășii Boldu a aceluiași județ și avea 779 de locuitori.
În 1950, comuna Nicolești a fost inclusă în raionul Râmnicu Sărat din regiunea Buzău, și apoi (după 1952), din regiunea Ploiești. În 1968, comuna a fost desființată și inclusă cu ambele sate ale ei în comuna Puiești.